# Tomasz Zieliński
Tomasz Bernard Zieliński (Nakło nad Notecią, 29 de octubre de 1990) es un deportista polaco que compite en halterofilia. Su hermano Adrian también compite en halterofilia.
Participó en los Juegos Olímpicos de Londres 2012, obteniendo una medalla de bronce en la categoría de 94 kg. Ganó dos medallas en el Campeonato Europeo de Halterofilia, oro en 2016 y plata en 2014.

## Palmarés internacional
| Juegos Olímpicos   | Juegos Olímpicos      | Juegos Olímpicos  | Juegos Olímpicos |
| Año                | Lugar                 | Medalla           | Categoría        |
| ------------------ | --------------------- | ----------------- | ---------------- |
| 2012               | Londres (Reino Unido) | Medalla de bronce | 94 kg            |
| Campeonato Europeo |                       |                   |                  |
| Año                | Lugar                 | Medalla           | Categoría        |
| 2014               | Tel Aviv (Israel)     | Medalla de plata  | 94 kg            |
| 2016               | Førde (Noruega)       | Medalla de oro    | 94 kg            |